# Am Pförtchen 5 (Kronach)

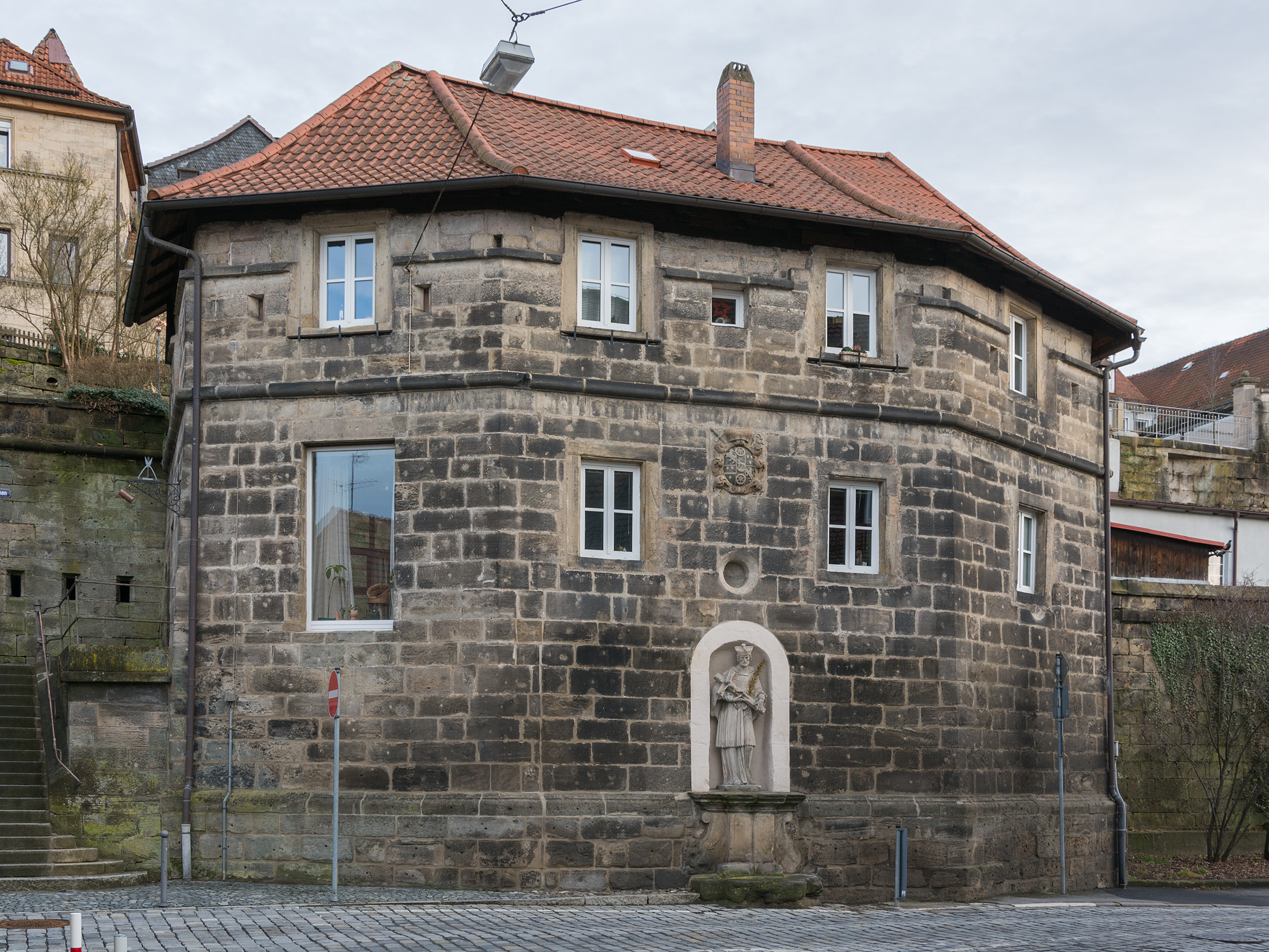
Frontansicht des Gebäudes

Das Haus Am Pförtchen 5 in der oberfränkischen Stadt Kronach wird gemäß seiner ursprünglichen Verwendung als  Stadtgefängnis und als Unterkunft der Kronacher Gerichtsdiener als „Fronfeste“ oder „Neue Büttelei“ bezeichnet. Heute dient das in der ersten Hälfte des 18. Jahrhunderts als Bestandteil der Stadtbefestigung errichtete Gebäude als Wohnhaus.

## Geschichte

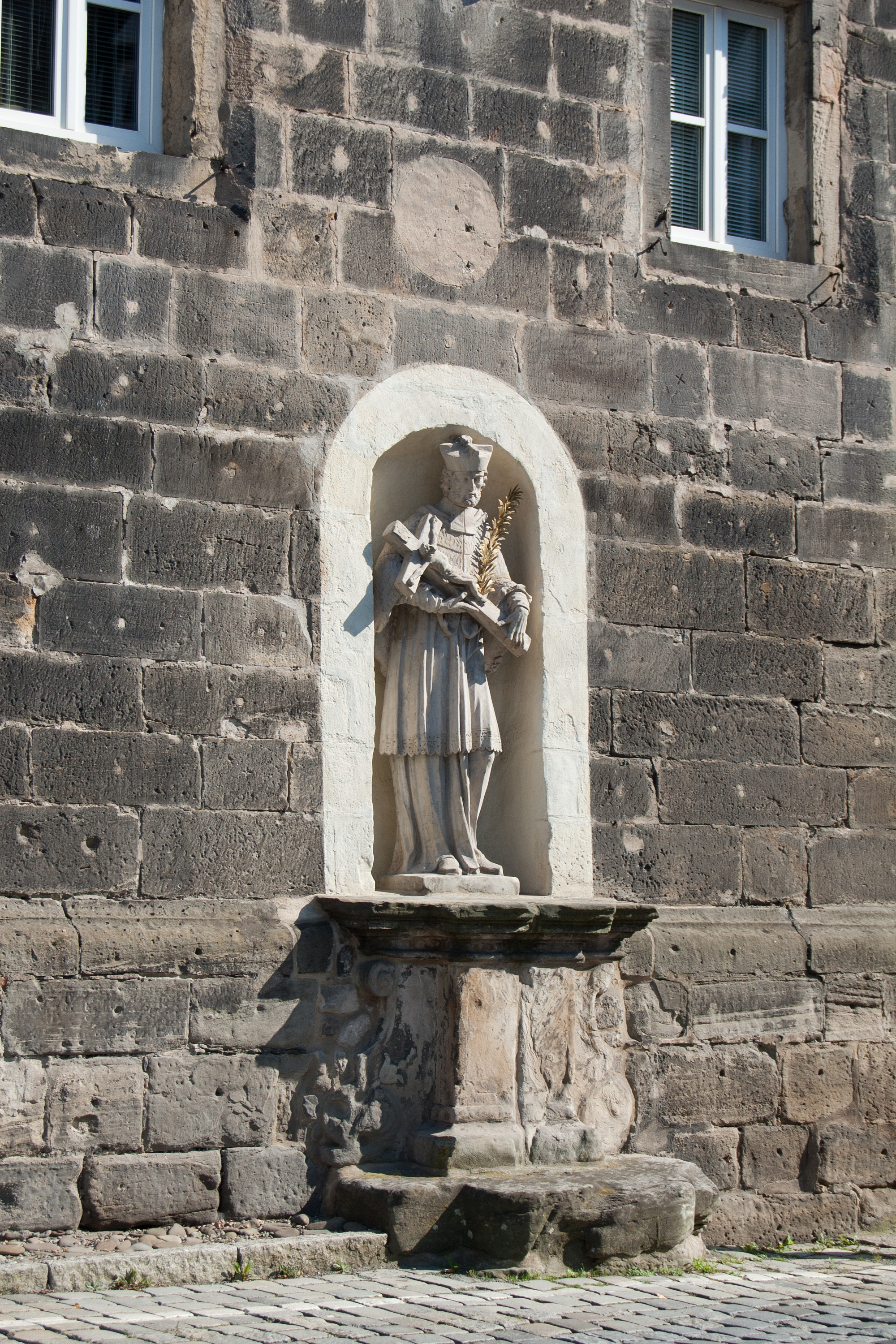
Nepomuk-Statue am Fuß des Gebäudes, darüber eine bis 2011 vermauerte Schießscharte

Der vor die Stadtmauer gezogene Sandsteinquaderbau wurde in den Jahren 1722–25 von Baumeister Andreas Lohnmüller errichtet. Er beherbergte ursprünglich das mit zwölf Zellen ausgestattete Stadtgefängnis und die Wohnräume der Gerichtsdiener des Kronacher Landgerichts. Mehrere Schießscharten in den Außenmauern ermöglichten im Falle eines Angriffs das direkte Bestreichen des Bereichs außerhalb der in diesem Abschnitt in Nord-Süd-Richtung verlaufenden Stadtmauer.
Ab 1814 befand sich das Gebäude zum Großteil in Privatbesitz und wurde als Wohn- und Geschäftshaus genutzt; ein Viertel der Eigentumsrechte verblieb jedoch bis zum Jahr 2000 bei der Stadt Kronach. Für den neuen Verwendungszweck wurden die Schießscharten verschlossen und zum Teil von außen vermauert oder durch Fenstereinbauten ersetzt.
Nachdem im Jahr 2000 der verbliebene Anteil der Stadt an einen Privatmann verkauft worden war, renovierte und sanierte der neue Eigentümer das Gebäude im Innen- und Außenbereich aufwändig. Nach der Erneuerung der mit Fachwerk versehenen und verputzten Gebäuderückseite erfolgte im Jahr 2011 als letzter Schritt die Restaurierung der zur Schwedenstraße weisenden Sandsteinfront.

## Fassade

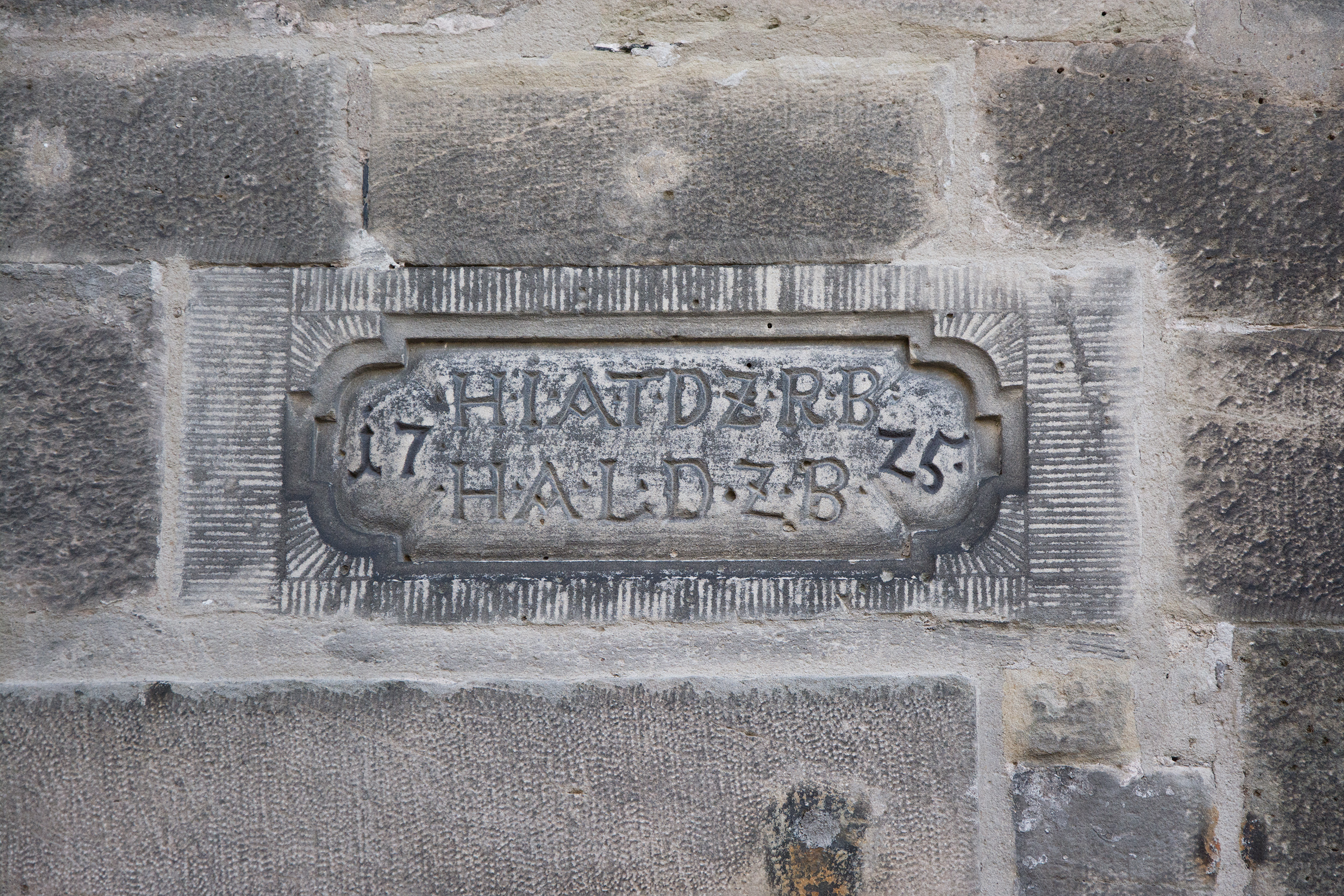
Inschriftstein

Am Fuß der zur Schwedenstraße weisenden Westfassade des Gebäudes steht auf einem Sockel eine Statue des Heiligen Johannes Nepomuk. Über der Statue befindet sich eine der ehemaligen Schießscharten, die beim Umbau des Gebäudes im 19. Jahrhundert zugemauert und bei den Renovierungsarbeiten 2011 wieder freigelegt wurde. Oberhalb der Schießscharte ist das Wappen des 1725 amtierenden Fürstbischofs des Bistums Bamberg, Lothar Franz von Schönborn, in die Wand eingelassen.
In die Nordwand des Gebäudes ist ein Inschriftstein eingelassen, der auf das Errichtungsjahr 1725, den Baumeister Andreas Lohnmüller und den damaligen Kronacher Bürgermeister Johann Andreas Tribl hinweist.